# Big N' Tasty

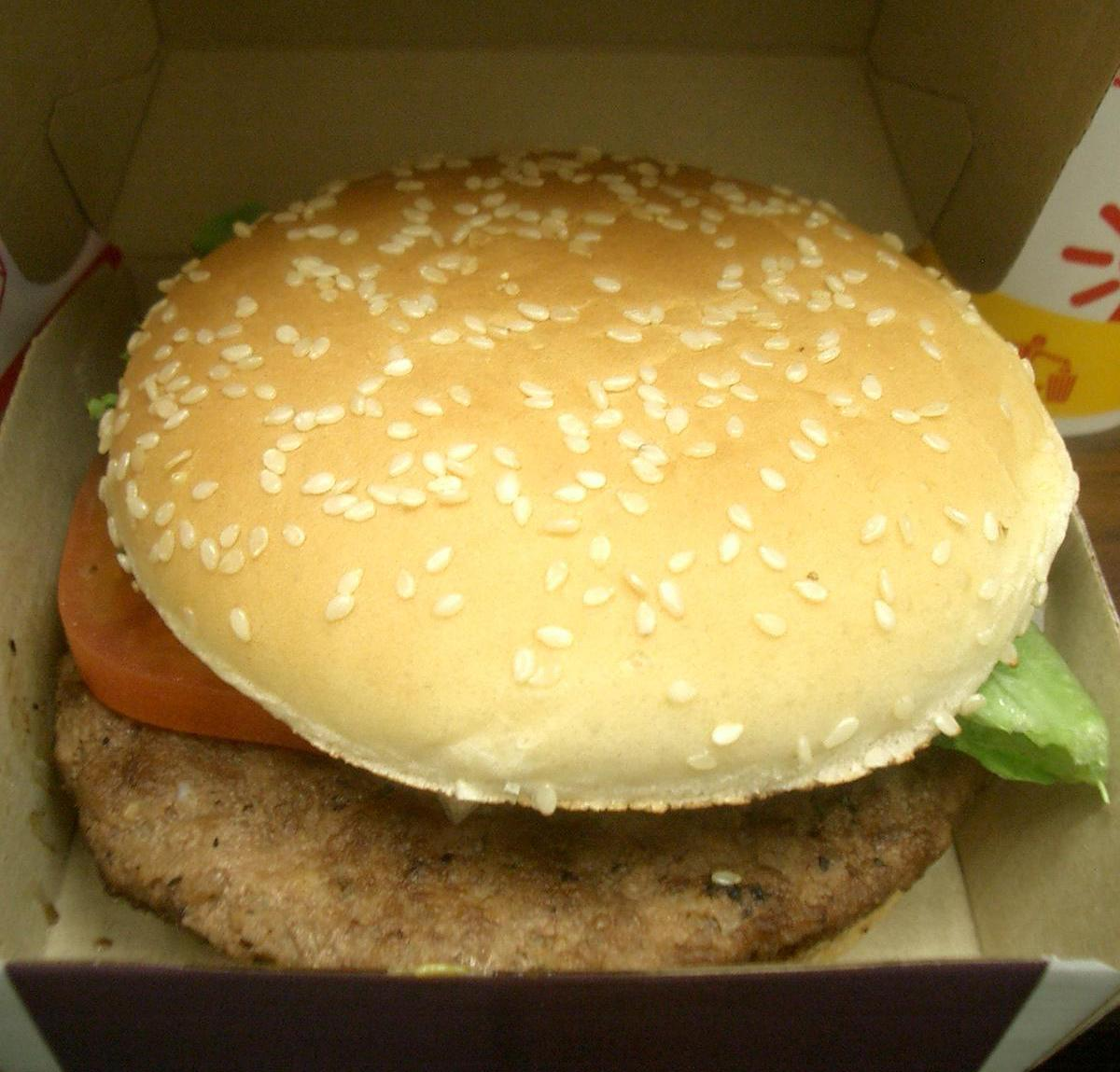
Una hamburguesa Big N' Tasty.

Big N' Tasty (cuya traducción literal al español es 'Grande y Gustosa') es una hamburguesa de McDonalds introducida en varias ciudades de Estados Unidos en 1997 y a nivel mundial el 16 de febrero de 2001, con la superestrella de la NBA Kobe Bryant apareciendo en las campañas publicitarias. Promocionada a 99 centavos en algunas tiendas, incluye una parte de carne de un cuarto de libra, semillas de sésamo, lechuga, rodajas de tomate, mayonesa, ketchup, cebolla cortada, dos pepinillos, siendo cocinada al grill, y que fue bien recibida por la clientela.
En Canadá, el sándwich es vendido con el nombre de Big Xtra, tomado del nombre del sándwich al cual el Big Tasty reemplazó en los Estados Unidos.
Esta hamburguesa no debe confundirse con la variante europea, donde se la llama simplemente Big Tasty - Sus primeras ventas fueron bajo un nombre diferente en ciertos restaurantes McDonalds en Suecia, en el verano de 2003, luego siguió una campaña a nivel nacional durante el otoño, y a la hamburguesa finalmente se la llama Big Tasty (desprendiéndose de la N') y fue preparada de manera diferente. También consiste en una parte de carne, pero esta vez, de un tercio de libra; pan de cinco pulgadas con semillas de sésamo, lechuga cortada en cuadrados, dos rodajas de tomate, salsa Big Tasty, cebollas cortadas y tres porciones de queso Emmental.
En el Reino Unido el Big Tasty fue lanzado en diciembre de 2003, con un eslogan que decía "Perdón Yankis, esta es para nosotros". Se vendió entre £2,69 y £3,99 y fue retirada de todos los restaurantes en agosto de 2005 como parte de una limpieza de menú, dando pasó a nuevos sándwiches. Fue reintroducida en el menú del Reino Unido como parte de una promoción limitada de otoño el 27 de septiembre de 2006. Luego de unos pocos meses fue vuelta a retirar del menú. Finalmente se la reincorporó al menú en el verano de 2007, estando disponible actualmente en todos los McDonalds del Reino Unido.
En Austria, Brasil, Guatemala, chile, Dinamarca, Grecia, Italia, México, Noruega, Paraguay, Polonia, Portugal, Puerto Rico, Finlandia, Ecuador, Venezuela,Suecia, y Japón el sándwich continúa siendo vendido con el nombre de Big Tasty. También fue lanzado en Australia bajo este nombre el 4 de abril de 2007. Siempre que es lanzado con este nombre tiene la condimentación que corresponde al Big Tasty. El Big N' Tasty es comercializado en Latinoamérica con el nombre de McNífica.
Adicionalmente, se puede tener una segunda variante llamada 'Tocino Big Tasty' (la misma hamburguesa de antes con dos partes de tocino agregadas) en Holanda, Polonia, Austria y Suecia. Comercializada en Latinoamérica como Big Tasty Bacon como producto promocional para el lanzamiento de la película La era de hielo 3.
Los McDonald's suecos han lanzado recientemente una tercera variante llamada 'Tasty de Pollo' que no incluye la salsa Big Tasty anterior.
Según la página web oficial de McDonald's, el Big Tasty contiene unas 909 calorías, cerca del 50 por ciento de lo requerido diariamente en una dieta de 2000 calorías. Es la hamburguesa más grande del McMenú.